# Hexura
Hexura är ett släkte av spindlar. Hexura ingår i familjen Mecicobothriidae.
Kladogram enligt Catalogue of Life:
| Hexura | \| \| Hexura picea \| \| \| \| \| \| Hexura rothi \| \| \| \| |
|        | \| \| Hexura picea \| \| \| \| \| \| Hexura rothi \| \| \| \| |
|        | Hexurella                                                     |
|        |                                                               |
|        | Mecicobothrium                                                |
|        |                                                               |
|        | Megahexura                                                    |
|        |                                                               |
|        | Hexura picea                                                  |
|        |                                                               |
|        | Hexura rothi                                                  |
|        |                                                               |

|  | Hexura picea |
|  |              |
|  | Hexura rothi |
|  |              |